# Armeens tapijt

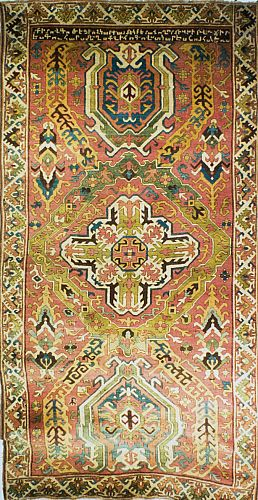
Armeens tapijt "Gohar" met Armeense inscriptie, 1700, Artsakh (Nagorno-Karabach)

De term Armeens tapijt (Armeens: հայկական գորգ / կարպետ, ''haykakan gorg / karpet'') wordt gebruikt voor geknoopte of geweven tapijten uit Armenië, of tapijten gemaakt door Armeniërs van voorchristelijke tijden tot heden, en een aantal plat geweven stoffen. De term omvat een grote verscheidenheid aan soorten en variëteiten. Vanwege de intrinsieke kwetsbaarheid van de tapijten is er uit de periode van de oudheid tot de late middeleeuwen bijna niets - hele tapijten noch fragmenten - overgeleverd.
Sinds de oudheid werden tapijten in Armenië traditioneel gebruikt om vloeren te bedekken, en binnenmuren, banken, stoelen, bedden en tafels te versieren. Tot op heden dienen de tapijten vaak als toegangsgordijn en als versiering voor kerkaltaren en de consistorie. Sinds de ontwikkeling van tapijtweven werd het in Armenië een essentieel onderdeel van het dagelijks leven in elk Armeens gezin. Het maken van tapijten en kleden werd bijna uitsluitend door vrouwen gedaan. Armeense tapijten kunnen worden gezien als unieke "teksten" die de overtuigingen en religieuze opvattingen van eerdere generaties weerspiegelen.
De Armeense tapijt- en tapijtwevers hielden de tradities strikt in stand. De basis voor de creatie van elk nieuw Armeens tapijt is het nabootsen en voorstellen van een en hetzelfde ornament-ideogram in een onbeperkt aantal variaties van stijlen en kleuren. De karakteristieke eigenschap van Armeense tapijten is de variabiliteit van ornamenten die wordt vergroot door het brede scala aan natuurlijke kleuren en tinten.

## Etymologie van het woord "tapijt" in het Armeens en andere talen
De Armeense woorden voor tapijt zijn "karpet" (Armeens: կարպետ) of "gorg" (Armeens: գորգ). Hoewel beide woorden in het Armeens synoniem zijn, wordt het woord "karpet" meestal gebruikt voor niet-pooltapijten en "gorg" voor een pooltapijt.
Twee van de meest gebruikte termen om geweven wollen vloerbedekkingen aan te duiden zijn rechtstreeks afkomstig uit de Armeense cultuur: tapijt en kali / khali. De term "karpet" (Armeens: կարպետ): gevormd uit de wortel "kap" (Armeens: կապ) dat "knoop" betekent, en wordt later "karpet" (Armeens: կարպետ) in de omgangstaal Armeens. Deze term wordt gebruikt in de 5e-eeuwse Armeense vertaling van de Bijbel (Matteüs 9:16 en Marcus 2:21). Aangenomen wordt dat het woord "karpet" in de 13e eeuw in het Frans (Frans: carpettes) en Engels (English: carpet) is ingevoerd (via Middeleeuws Latijn carpita, wat 'dikke wollen stof' betekent) als gevolg van de handel in tapijten via de havensteden van het Armeense koninkrijk Cilicië. Francesco Balducci Pegolotti, een Florentijnse koopman gestationeerd in Cyprus, rapporteerde in zijn La pratica della mercatura dat van 1274 tot 1330 tapijten (kaperts) vanuit de Armeense steden Ayas en Sis werden geïmporteerd in Florence.
Armeens woord "gorg" (Armeens: գորգ) wordt in de 13e eeuw voor het eerst genoemd in geschreven bronnen. Dit woord "gorg" staat in de inscriptie die in de muur van de Kaptavan-kerk in Artsakh (Karabagh) werd uitgehouwen en dateert van 1242-1243 n.Chr. Grigor Kapantsyan, hoogleraar Armeense Studies, was van mening dat het Armeense "gorg" een afgeleide is van het Hettitisch-Armeens vocabulaire, waar het bestond in de vorm van "koork" en "koorkas". Edgar H. Sturtevant, een expert in Hettitische studies, legt de etymologie van het woord "koork" / "koorkas" uit als "paardendoek".
Het Perzische "qali", dat in het Turks werd ingevoerd als "qali" of als "khali" in Anatolië, Ottomaans Turks en Armeens is afgeleid van de stad Theodosiopolis-Karin-Erzurum, bij de Arabieren bekend als Qali-qala uit het Armeense "Karnoy k'aghak", de "stad van Karin". De naam "Erzurum" zelf, zoals bekend, is van Armeense oorsprong door het gebruik van Artzen ar-Rum. Deze laatste term ontstond na de verwoesting van het belangrijke Armeense commerciële centrum van Artzen, 15 kilometer ten oosten van Theodosiopolos-Karin, door de Seltsjoeken in 1041, waarna de inwoners naar Karin vluchtten en vervolgens naar Rum, dat op Byzantijns grondgebied ligt, onder de nieuwe naam het Artzen in Rum of Arzerum / Erzerum / Erzurum.

## Geschiedenis

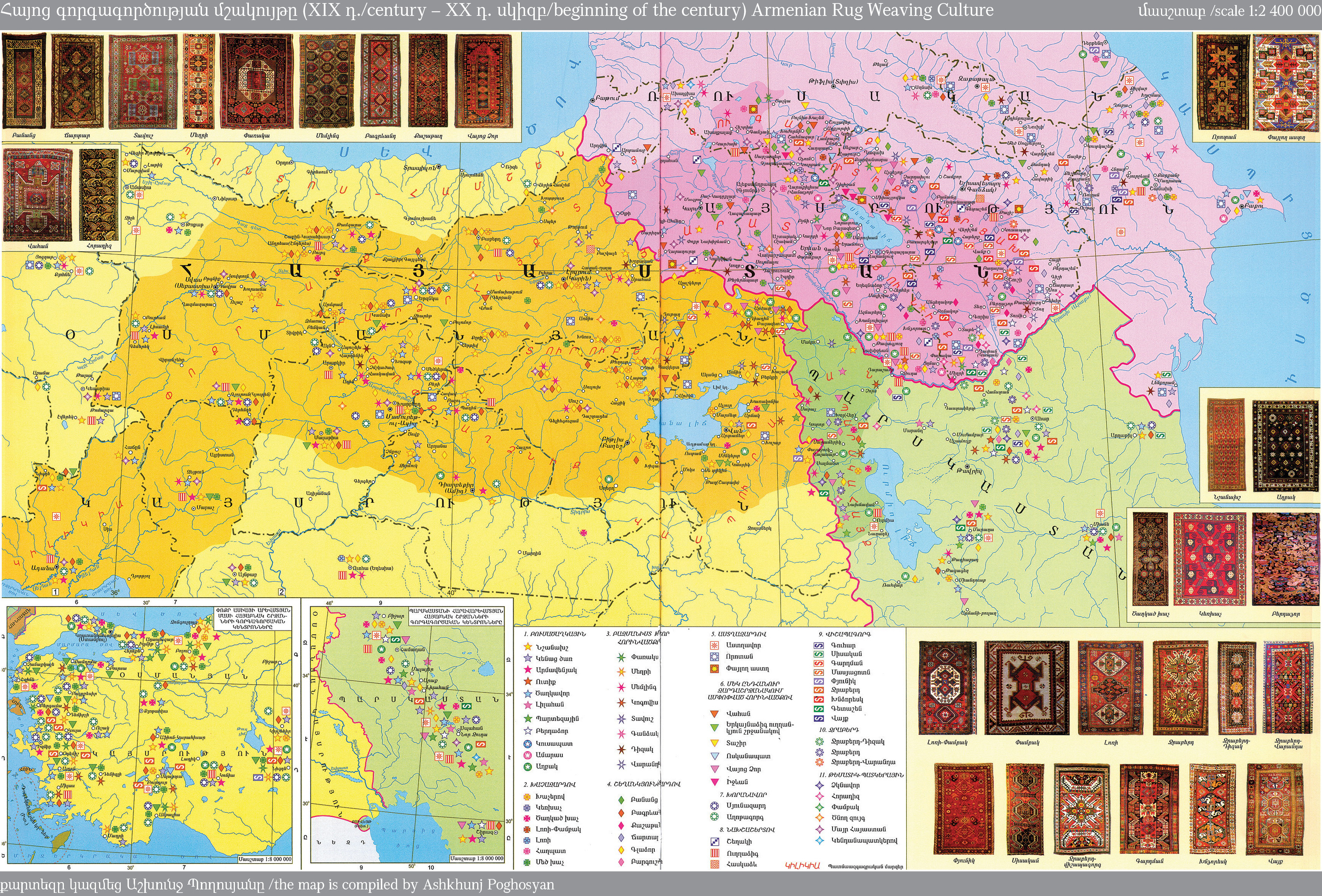
Armeense centra voor het weven van tapijten, 19-20e eeuw (verdonkerde kleuren geven Armeense populatie aan)

De kunst van het Armeense tapijtweven vindt zijn oorsprong in de oudheid. Vanwege de kwetsbaarheid van tapijten zijn er echter maar weinig exemplaren bewaard gebleven. Er is slechts één exemplaar ontdekt uit de oude (voorchristelijke) periode en er zijn relatief weinig exemplaren uit de vroege middeleeuwen die zowel in privécollecties als in verschillende musea over de hele wereld te vinden zijn.
"De complexe geschiedenis van Armeens weven en handwerken speelde zich af in het Nabije Oosten, een uitgestrekte, oude en etnisch diverse regio. Er zijn maar weinig volken die, net als de Armeniërs, kunnen bogen op een continue en consistente staat van dienst van fijne textielproductie vanaf het eerste millennium voor Christus tot heden. Armeniërs zijn tegenwoordig gezegend door de diversiteit en rijkdom van een textielerfgoed dat is doorgegeven door dertig eeuwen ijverige beoefening; toch worden ze belast door de druk om een traditie in leven te houden die bijna verwoest was tijdens de Armeense genocide van 1915, en ondermijnd door een technologie die handgemaakte stoffen veroordeelt tot musea en machines laat produceren perfecte, maar levenloze stoffen."

### Vroege geschiedenis

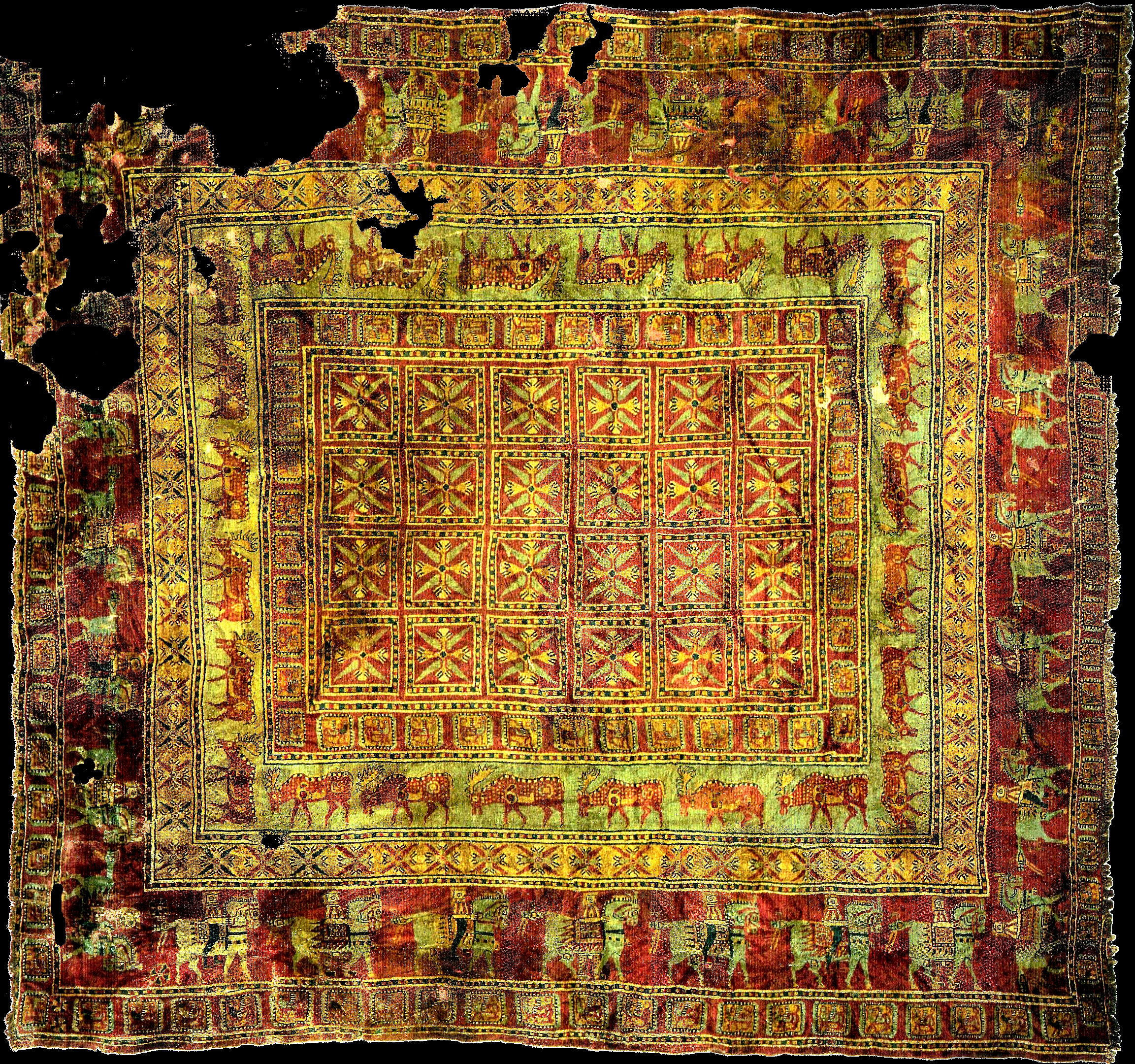
Het Pazyryk-vloerkleed

In Armenië zijn verschillende vloerkleedfragmenten opgegraven die dateren uit de 7e eeuw voor Christus of eerder. Er zijn nog geen complete tapijten of bijna complete tapijten uit deze periode gevonden. Het oudste nog bestaande geknoopte tapijt dat nog bestaat, is het Pazyryk- tapijt, opgegraven uit een bevroren tombe in Siberië, gedateerd uit de 5e tot de 3e eeuw voor Christus, en bevindt zich nu in de Hermitage in Sint-Petersburg. Hoewel door veel culturen geclaimd, wordt dit bijna perfect intacte vierkante getufte tapijt door veel experts beschouwd als van Kaukasische, met name Armeense oorsprong. Het vloerkleed is geweven met de Armeense dubbele knoop en de rode draadkleur is gemaakt van Armeens cochenille. Een autoriteit op het gebied van oude tapijten, Ulrich Schurmann, zegt erover: "Uit al het beschikbare bewijsmateriaal ben ik ervan overtuigd dat het Pazyryk-tapijt een begrafenisaccessoire was en hoogstwaarschijnlijk een meesterwerk van Armeens vakmanschap". Gantzhorn sluit zich aan bij deze stelling. Bij de ruïnes van Persepolis in Iran, waar verschillende landen worden afgebeeld als eerbetoon, is het paardontwerp van het Pazyryk-tapijt hetzelfde als het reliëf met een deel van de Armeense delegatie. De historicus Herodotus die in de 5e eeuw voor Christus schreef, vertelt ook dat de inwoners van de Kaukasus prachtige tapijten weefden met schitterende kleuren die nooit zouden vervagen.

### De christelijke periode
De kunst van het Armeense tapijt evolueerde in deze periode naast Armeense kerkarchitectuur, Armeense kruisstenen en verlichte manuscriptkunst, met typische tapijtmotieven die dezelfde elementen van deze ontwerpen gebruikten. De kruisvorm met zijn variaties zou uiteindelijk de Armeense tapijtontwerpen gaan domineren. 

### De Armeense genocide

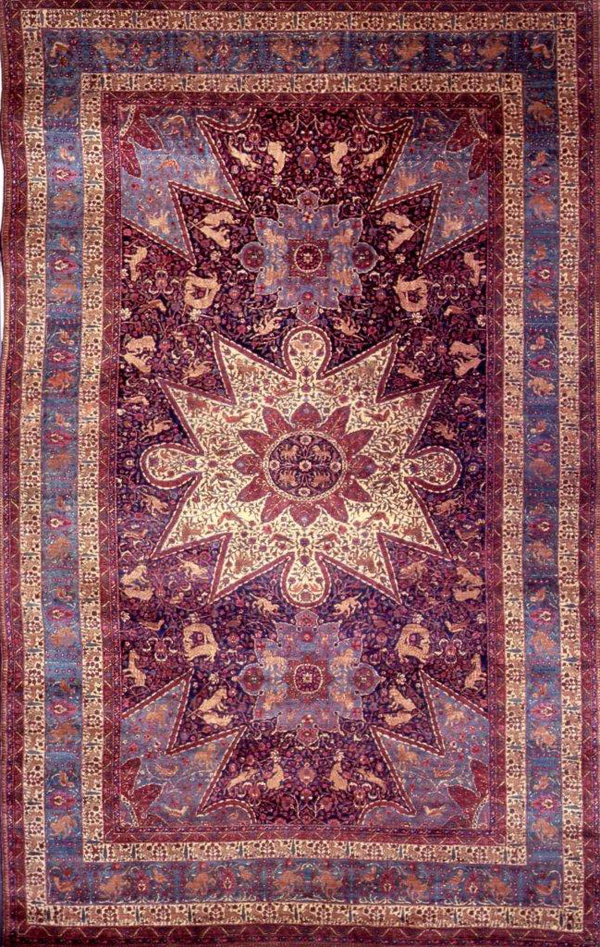
Het Armeense weeskleden ook wel bekend als het Ghazir-vloerkleed

De periode van de Armeense Genocide van 1894-1923 zag een demografische verandering in de tot dusverre Armeense traditie van het maken van tapijten en kleden in Anatolië (zowel West-Armenië als Turkije). Hoewel tapijten uit deze regio de commerciële naam "Turks tapijt" hadden gevestigd, zijn er aanwijzingen dat de meerderheid van de wevers in het Ottomaanse rijk Armeniërs waren. Na 1923 werd het maken van tapijten in de nieuw opgerichte Turkse republiek echter ten onrechte tot "historisch Turks ambacht" verklaard, zoals bijvoorbeeld wordt beweerd door het Museum voor Turkse en Islamitische Kunst, waar veel Armeense tapijten worden afgebeeld als "Turkse of Islamitische kunst".
Tijdens de genocide werden, naast het catastrofale verlies van vele deskundige tapijtwevers, ook duizenden Armeense kinderen wees en redde het Nabije Oosten veel van deze kinderen, van wie sommigen in het noorden van Beiroet terechtkwamen, waar een tapijtfabriek zou worden opgericht onder leiding van Dr. Jacob Kuenzler, een Zwitserse missionaris. Deze fabriek is opgericht om jonge weeskinderen (voornamelijk meisjes) les te geven in het weven van tapijten, om later in hun onderhoud te voorzien. Zo werden in deze fabriek voor een korte periode "weeskleden" gemaakt, waarvan de bekendste in 1925 aan het Witte Huis werd geschonken als een gebaar van dankbaarheid en goede wil door de wezen naar het Amerikaanse volk. Bekend als het Armeense weesdeken, beeldt het tapijt een bijbelse tuin van Eden af met verschillende dieren en symbolen en meet 3 bij 5 meter met 4 miljoen knopen. Dit vloerkleed zou zijn gemaakt door 400 wezen in een periode van 18 maanden van 1924-1925.

### De Sovjetperiode
Na een kortstondige periode als republiek maakte Armenië vanaf 1920 deel uit van de Sovjet-Unie en daardoor zou het maken van tapijten in de Kaukasus en Centraal-Azië een nieuwe wending nemen. De Sovjet-Unie commercialiseerde de handel en sponsorde een groot deel van de productie. Zo werd het maken van tapijten van een voornamelijk thuisambacht een voornamelijk commercieel ambacht. Op het platteland werden de tradities van het maken van tapijten in sommige gezinnen echter voortgezet. Hoewel commerciële tapijtmakers meestal vrij waren om hun kunst te beoefenen, werden religieuze thema's ontmoedigd. Gedurende deze periode veranderden ook de ontwerpen op Armeense tapijten enigszins, hoewel het algemene karakter bleef. Er werden ook veel "Sovjet-tapijten" gemaakt met afbeeldingen van communistische leiders.

### Het moderne tijdperk
Met de val van de Sovjet-Unie ging de tapijtproductie in Armenië en Nagorno-Karabach door. Zowel privébedrijven als thuiswerkplaatsen werden weer nieuw leven ingeblazen. Bij sommige wevers werd ook de traditionele methode van het gebruik van tapijtmotieven uit Armeense kerken, manuscriptkunst en kruisstenen nieuw leven ingeblazen. Na de eerste oorlog in Nagorno-Karabach werden enkele tapijtwerkplaatsen opgericht om de vele ontheemde Armeniërs te helpen werk te vinden. Tegenwoordig wordt de traditionele kunst van het maken van Armeens tapijt in leven gehouden door wevers in Armenië en Nagorno-Karabach met behulp van alle methoden, technieken en ontwerpen uit de oudheid. 

## Ontwikkeling van Armeens tapijt en tapijtweven

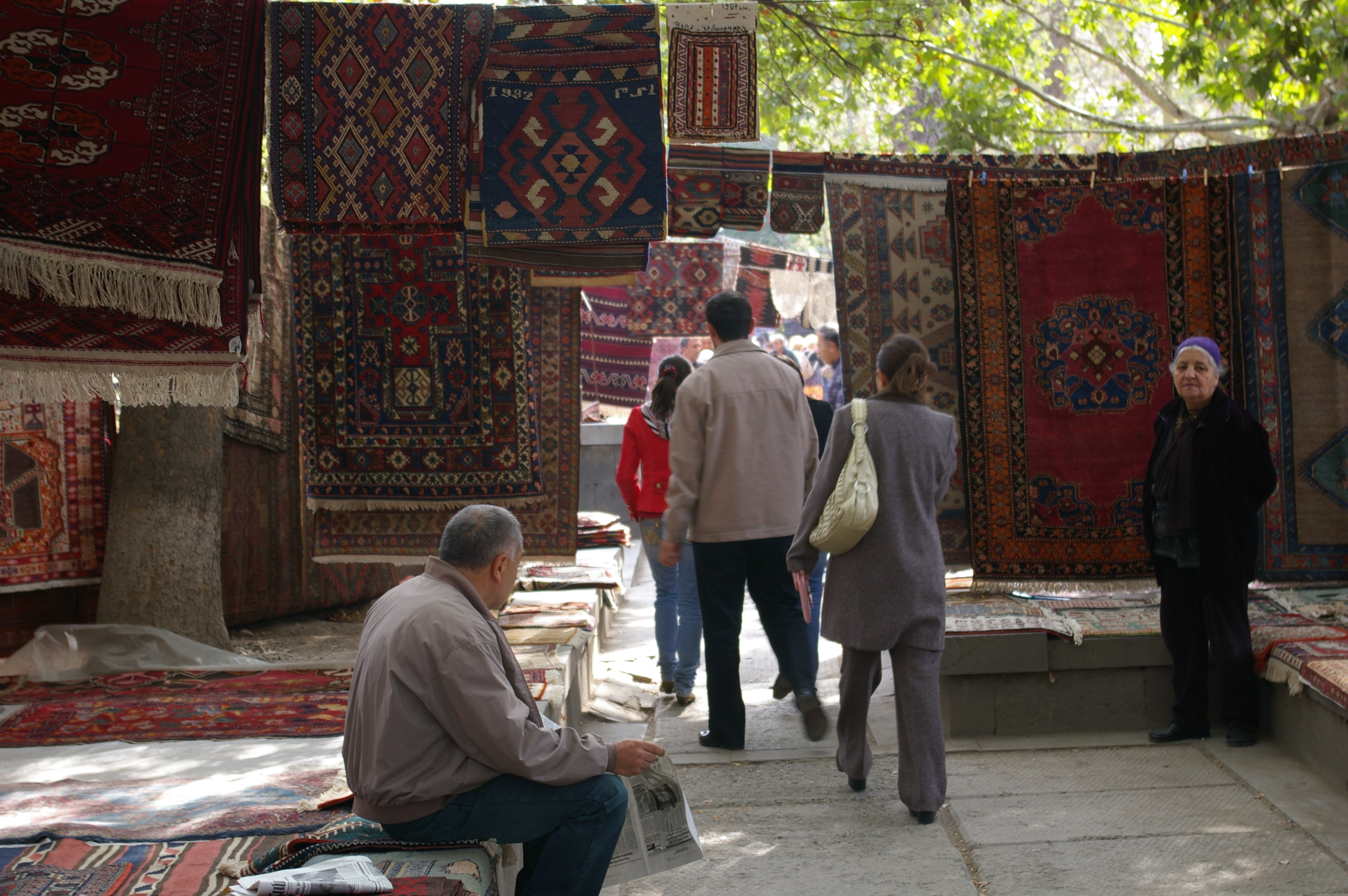
Armeense tapijten getoond op de Vernissage-markt in Jerevan

De techniek van het weven van Armeens tapijt was in de beginperiode hetzelfde als die van het weven van stoffen. Het tapijtweven heeft echter een lange ontwikkeling doorlopen, beginnend met eenvoudige stoffen die waren geweven op de gevlochten frames van verschillende vormen, tot geknoopte pooltapijten die luxueuze en verifijnde kunstwerken waren.
Tapijtweven is van oudsher een belangrijk traditioneel beroep voor de meerderheid van de Armeense vrouwen in veel Armeense gezinnen. Er waren ook prominente mannelijke Karabach-tapijtwevers. Het oudste nog bestaande Armeense tapijt uit de regio, aangeduid tijdens de middeleeuwen als Artsakh, komt uit het dorp Banants (nabij Gandzak) en dateert uit de vroege 13e eeuw.
Kunsthistoricus Hravard Hakobyan merkt op dat "Artsakh-tapijten een speciale plaats innemen in de geschiedenis van de Armeense tapijtproductie." Veel voorkomende thema's en patronen op Armeense tapijten waren draken en adelaars. Ze waren divers van stijl, rijk aan kleur en decoratieve motieven, en werden onderverdeeld in categorieën, afhankelijk van wat voor soort dieren erop waren afgebeeld, zoals artsvagorgs (adelaarstapijten - Armeens: արծվագործ), vishapagorgs (drakentapijten -Armeens: վիշապագործ) ) en otsagorgs (slangen- tapijten -Armeens: օձագործ)). Het tapijt dat in de Kaptavan-inscripties wordt genoemd, is samengesteld uit drie bogen, "bedekt met planten-ornamenten", en vertoont een artistieke gelijkenis met de verluchte manuscripten die in Artsakh zijn geproduceerd.
De kunst van het tapijt weven was bovendien nauw verbonden met het maken van gordijnen; dit blijkt uit een passage van Kirakos Gandzaketsi, een 13e-eeuwse Armeense historicus uit Artsakh, die Arzu-Khatun prees, de vrouw van de regionale prins Vakhtang Khachenatsi, en haar dochters. vanwege hun expertise en vaardigheid in weven.
Armeense tapijten waren ook bekend bij buitenlanders die naar Artsakh reisden; de Arabische geograaf en historicus Al-Masudi merkte op dat hij, naast de andere kunstwerken, nog nooit in zijn leven elders dergelijke tapijten had gezien.
In de mening van verschillende auteurs houdt de oorsprong van de oosterse tapijten en vloerkleden geen verband met nomadische stammen en Centraal-Azië. Ze zijn van mening dat het 'oosterse tapijt' niet van nomadische oorsprong is, noch dat zijn oorsprong in Centraal-Azië ligt; het is een product van oude oosterse beschavingen in de Armeens Hooglanden op het kruispunt van de oudste handelsroutes tussen west, noord en zuid".
De ontwikkeling van het weven van tapijten en vloerkleden in Armenië werd ingegeven door de klimatologische omstandigheden in het gehele |Armeense hoogland. Het type, de grootte en de dikte van tapijten en vloerkleden waren ook afhankelijk van het klimaat van elke specifieke regio op het grondgebied van het Armeense hoogland. De woonhuizen en andere gebouwen in Armenië werden uitsluitend van steen gebouwd of traditioneel in rotsen gehakt zonder houten vloeren. Dit feit werd bewezen door de resultaten van opgravingen in middeleeuwse Armeense steden, zoals Dvin, Artaxata, Ani en anderen. In Armenië waren ook de noodzakelijke grondstoffen beschikbaar, waaronder wol en andere vezels, evenals natuurlijke kleurstoffen. De meest voorkomende grondstof om garens voor tapijten en vloerkleden te produceren was schapenwol, naast geitenwol, zijde, vlas, katoen en andere vezels.
In de 13e en 14e eeuw, toen het weven van tapijten zich begon te ontwikkelen in het Nabije Oosten, was Armenië in dit opzicht "een van de meest productieve regio's". Dit werd bepaald door het bestaan van "wol van goede kwaliteit, zuiver water en kleurstoffen".
Een van de belangrijkste voorwaarden voor de ontwikkeling van het weven van tapijten en vloerkleden was de aanwezigheid van dorpen en steden waar kunsten en ambachten zich zouden kunnen ontwikkelen. Deze steden en dorpen dienden ook als grote commerciële centra, gelegen aan de belangrijkste oude handelsroutes die door het Armeense hoogland liepen, waaronder een van de takken van de Zijderoute.
Abd ar-Rashid al-Bakuvi schreef dat "de tapijten en as-zalali die 'kali' worden genoemd, worden geëxporteerd vanuit Kalikala (Karin) dat gelegen was op de strategische weg tussen Perzië en Europa".
Tussen het Pazyryk- tapijt en de Mongoolse overheersing van het Nabije Oosten in de 13e eeuw overleeft vrijwel niets, zelfs geen fragmenten. Onze kennis van oosterse tapijten komt volledig uit literaire bronnen. Hiervan zijn er drie categorieën: de belangrijkste getuigen van het maken van tapijten zijn de Arabische geografen en historici, daarnaast zijn er de Italiaanse kooplieden en reizigers, en de Armeense historici.
De meest voorkomende term voor vloer- en wandbekleding uit het Nabije Oosten in deze bronnen is 'Armeense tapijten of tapijten uit Armenië'. Pas later, toen de Ottomanen deze gebieden veroverden, inclusief heel Armenie in de 16e eeuw, begon de term Turks tapijt te worden gebruikt. Dit werd in de 19e eeuw vervangen door de term Perzisch tapijt omdat de grote handelsagenten van Engeland, de VS en Duitsland begonnen met het opzetten van weefgetouwen voor massaproductie in Iran om te voorzien in de steeds groeiende vraag naar oosterse tapijt in hun landen.
De middeleeuwse Arabische bronnen - al-Baladhuri (een 9e-eeuwse Perzische historicus), Ibn Hawqal (een 10e-eeuwse Arabische schrijver, geograaf en kroniekschrijver), Yaqut (13e-eeuwse Arabische geograaf) en Ibn Khaldun (een 14e-eeuwse Arabische polymath ) een van de meest bekende - spreek regelmatig over de prachtige Armeense tapijten van Qali-qala en de middeleeuwse Armeense hoofdstad Dvin ("Dabil" in Arabische bronnen), evenals hun gebruik van de Armeense rode cochenille kleurstof die in het Armeens bekend staat als vordan karmir: "wormenrood" (Armeens: վորդան կարմիր)), de basiskleur van veel Armeense tapijten. Marco Polo meldt het volgende van zijn reisverslag toen hij door Cilicisch Armenië reisde: 'Van Turkmenië kan het volgende worden gezegd: de Turkmeense bevolking is verdeeld in drie groepen. De Turkomanen zijn moslims die worden gekenmerkt door een zeer eenvoudige manier van leven en extreem grove taal. Ze leven in bergachtige streken en houden vee. Vooral hun paarden en hun uitmuntende muildieren staan in hoog aanzien. De andere twee groepen, Armeniërs en Grieken, wonen in steden en forten. Ze leven voornamelijk van de handel en als ambachtslieden. Naast de tapijten, onovertroffen en mooier van kleur dan waar ook ter wereld, wordt er ook zijde in alle kleuren geproduceerd. Dit land, waarover men gemakkelijk veel meer zou kunnen vertellen, is onderworpen aan de Khan van het oostelijke Tataarse rijk."
Sinds 2016 zijn er 5 tapijtproducerende bedrijven actief op het grondgebied van Armenië:
- Arm Carpet, Jerevan, sinds 1924 (geprivatiseerd in 2002).
- Yengoyan Carpets, Karmirgyugh, provincie Gegharkunik, sinds 1958 (geprivatiseerd in 1996).
- Jrashogh Ijevan Carpets, Idzjevan, provincie Tavoesj, sinds 1959.
- Tufenkian Artisan Carpets (handgemaakte tapijten), Jerevan, sinds 1994.
- Megerian Carpets (handgemaakte tapijten), Jerevan, sinds 2000.

Het Karabach-tapijt wordt sinds 2013 gemaant in Stepanakert, de hoofdstad van de zelfbenoemde Republiek Artsakh.

## Afbeeldingen

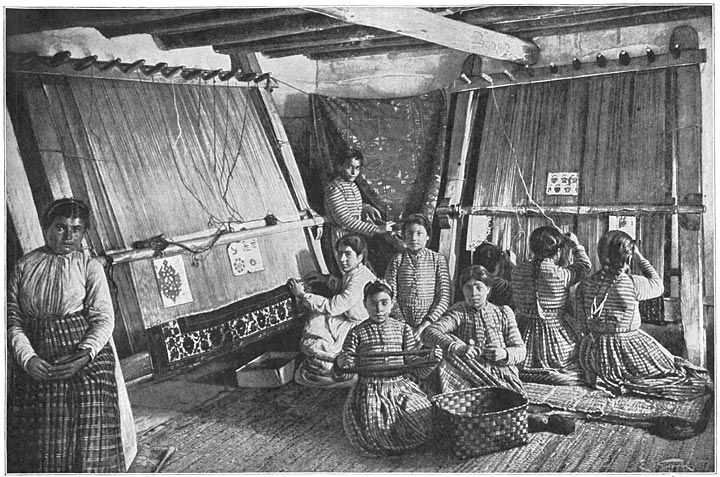
Armeense meisjes, tapijten weven in Van, 1907, Ottomaanse Rijk
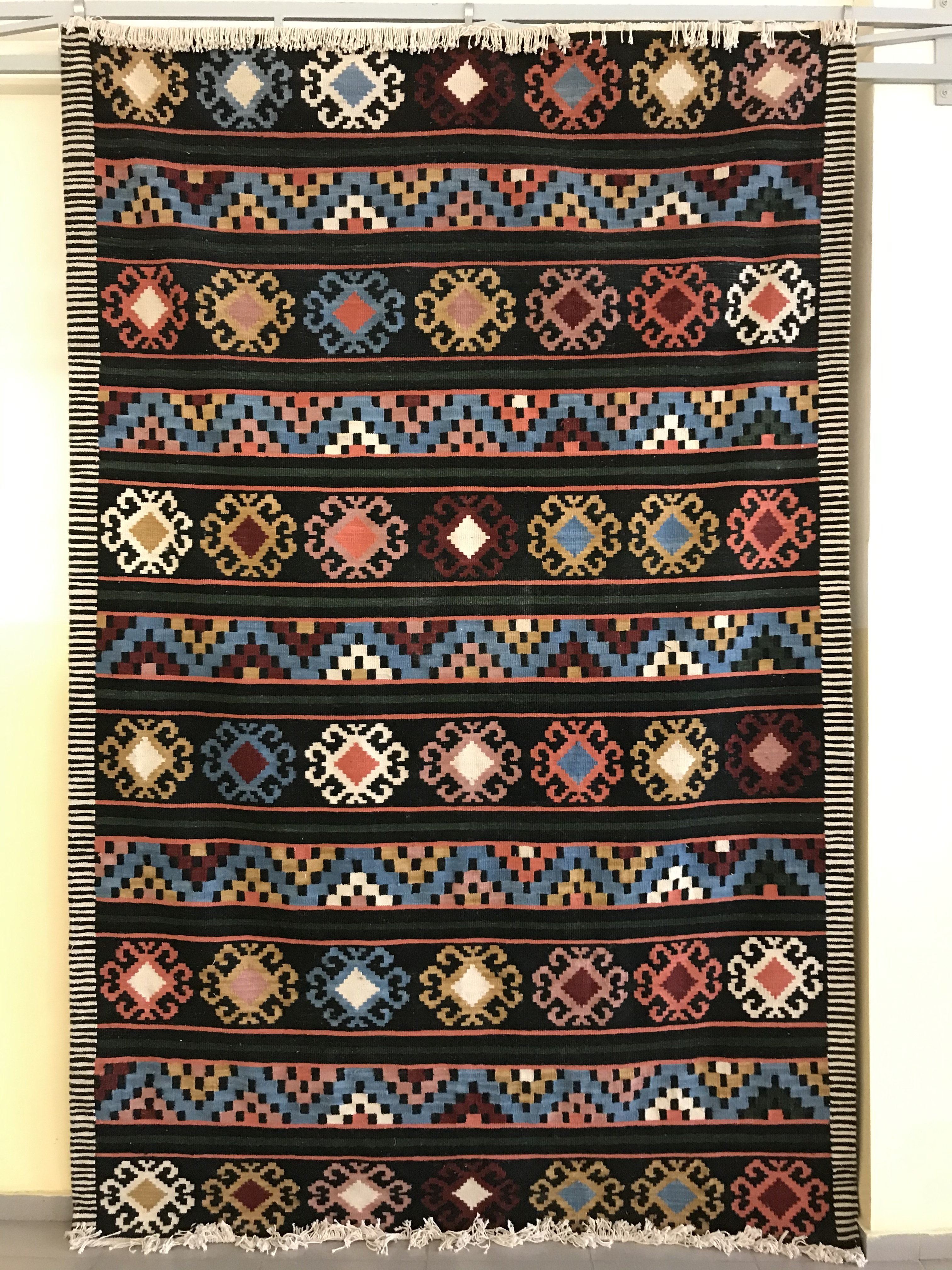
Armeens tapijt van ArtsakhCarpet.
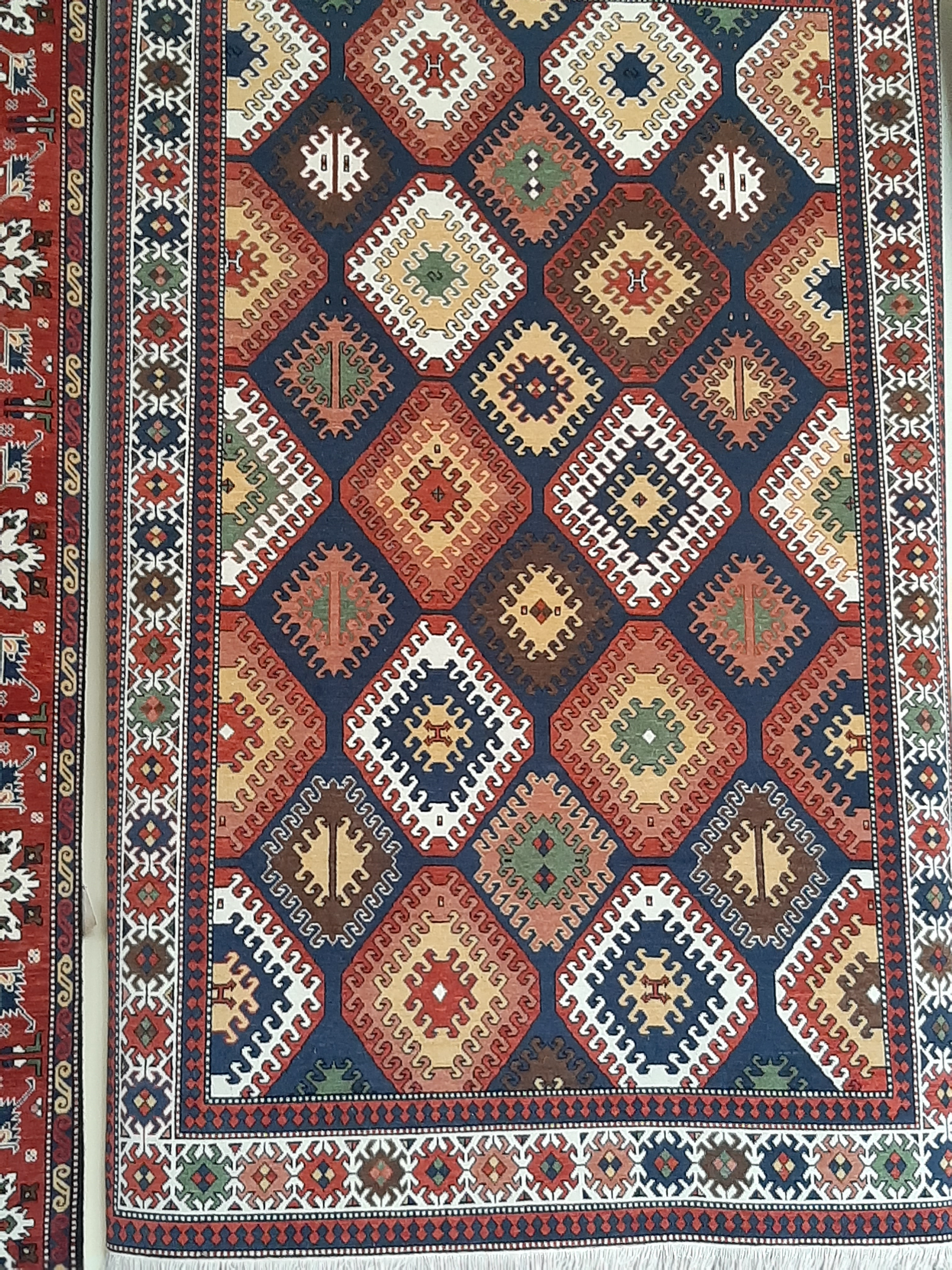
Een Ameniaans tapijtornament.